# バルフィ! 人生に唄えば
『バルフィ! 人生に唄えば』（バルフィ! じんせいにうたえば、Barfi!）は、2012年のインドのヒンディー語ロマンティック・コメディ映画。アヌラーグ・バスが監督・脚本を務め、ランビール・カプール、プリヤンカー・チョープラー、イリアナ・デクルーズが出演している。1970年代のダージリンとコルカタを舞台に、聾啞（ろうあ）の青年バルフィと2人の女性（シュルティ、自閉症の少女ジルミル）の恋模様を描いている。批評家からはキャストの演技、演出、脚本、カメラワーク、音楽、障害者を好意的に描写したことなどが高く評価され、興行収入17億5000万ルピーを記録するなど商業的にも成功を収めた。また、第58回フィルムフェア賞では7部門を受賞したほか、第85回アカデミー賞では外国語映画賞インド代表作品に選出されている。

## ストーリー
ダージリンで父親と共に暮らす聾啞（ろうあ）の青年バルフィは楽天的な性格で町の人々から愛されていたが、友人のボーラと共に街灯を壊すなど度を越えた悪戯を繰り返していたことから、現地警察のダッタ警部に目を付けられていた。そんなある日、バルフィは町を訪れた女性シュルティと出会い恋に落ちるが、彼女はランジート・セングプタと婚約しており、3か月後には結婚することになっていた。やがて、交流を重ねる中でシュルティもバルフィに想いを寄せるようになるが、シュルティの母親はバルフィが障害者であること、金銭的に裕福ではないことから彼との結婚を思いとどまるように忠告し、シュルティは不本意ながらも忠告を受け入れ、ランジートと結婚して町を去っていく。シュルティとの悲恋の後、バルフィの父親が腎不全を患い入院することになり、バルフィは7000ルピーの手術費用を捻出する必要に迫られる。バルフィは手術費用を手に入れるために銀行強盗を思い付くがダッタ警部に見付かり失敗し、幼馴染みの少女ジルミルの誘拐を計画する。彼女は富豪の祖父から莫大な遺産を相続していたが、自閉症が原因で両親から疎んじられていた。バルフィは早速ジルミルの屋敷に忍び込むが、すでに彼女は何者かに誘拐された後だった。ジルミルの父親ドゥルジョイは犯人の要求通りに5万ルピーを受け渡そうとするが、受け渡し現場でジルミルを見つけたバルフィは彼女を連れて逃げ出す。彼女をアパートに連れ込んだバルフィは7000ルピーを身代金として要求し、ドゥルジョイから身代金を受け取って病院に向かったものの、間に合わずに父親は亡くなってしまう。誘拐犯として追われることになったバルフィはジルミルと別れようとするが、彼女はバルフィと一緒にいることを選んだため、2人は逃亡を末にコルカタに辿り着き、一緒に暮らすようになる。
1978年。コルカタに移住して6年の歳月が過ぎたころ、バルフィは同地でシュルティと再会する。彼女はランジートとの結婚生活に不満を感じており、バルフィへの想いを再燃させるが、2人の仲を見たジルミルは姿を消してしまう。失踪を知ったバルフィはジルミルの捜索願を出すが、それによってダッタ警部とダージリン警察に居場所が知られてしまい、バルフィは逮捕されてしまう。バルフィの逮捕を知ったシュルティは彼を救うために奔走するが、それによってランジートに見放され、結婚生活は破綻する。バルフィが取り調べを受ける中、誘拐犯から新たな身代金の要求が届き、ドゥルジョイは身代金の引き渡し場所に向かうが、誘拐犯はジルミルを車ごと川に沈めて殺してしまう。ダッタ警部は捜査を進める中でドゥルジョイに疑念を抱くが、警察上層部は事件の幕引きを図るためにバルフィを殺害犯に仕立て上げようと画策する。しかし、長年バルフィを追いかけていたダッタ警部は彼に好感を抱くようになっており、彼はバルフィをシュルティに引き渡し、シュルティは念願が叶いバルフィと暮らし始めるが、ジルミルを喪ったバルフィはショックを受け、シュルティとの生活に満たされないものを感じていた。その後、バルフィはジルミルが書いた落書きを頼りに、彼女が幼少期を過ごした施設の場所を突き止める。彼はシュルティと共にジルミルを探し始めるが、その中でジルミルが生きていること、誘拐事件は彼女の信託財産を手に入れるためにドゥルジョイが仕組んだ狂言だったことが判明する。また、二度目の誘拐事件では幼少期のジルミルを世話していたダージューが協力しており、アルコール依存症の母親の元から引き離すため、死を偽装してジルミルを施設に連れ戻していたことも明かされる。再会を果たしたバルフィはジルミルと結婚し、彼女への想いを知ったシュルティはバルフィとの結婚を諦め、しがらみの中でバルフィと結ばれる機会を手放したことを悔いる日々を過ごすことになった。
数十年後、バルフィは病院で最期の時を迎えていた。シュルティやボーラ、ダッタ警部が病院に集まる中、バルフィはジルミルに看取られながら息を引き取り、間もなくジルミルも後を追うように亡くなったことがシュルティの口から語られる。

## キャスト
※括弧内は日本語吹替
- バルフィ（ムルフィ） - ランビール・カプール（佐藤せつじ）
- ジルミル・チャタルジー - プリヤンカー・チョープラー（渋谷はるか）
- シュルティ・ゴーシュ・セングプタ - イリアナ・デクルーズ（嶋村侑 / 加藤有生子）
  - 老齢期のシュルティの声 - ジャヤティ・バティア（英語版）
- スダンシュ・ダッタ警部 - サウラブ・シュクラ
- ジルミルの父 - アシーシュ・ヴィディヤルティ
- ピヤリ - サーヨニ・ゴーシュ（英語版）
- ランジート・セングプタ - ジーシュ・セーングプタ（英語版）
- シュルティの母 - ルーパ・ガングリー（英語版）
- シュルティの父 - ウダイ・ティケカル（英語版）
- ダージュー - ハラダーン・バナルジー（英語版）
- ジルミルの祖父 - アルン・バーリ（英語版）
- ジルミルの母 - プリーティ・マンガイン
- バルフィの父 - アーカーシュ・クラーナー（英語版）
- ダッタの上官 - ケネス・デサイ
- ダッタの部下 - ラージーヴ・ミシュラー
- ボーラ - ボーララージ・サプコータ
- デソウザ - スジャータ・セーガル
- マルティ - ニルマラ・タッパ
- シュルティの友人 - スモナ・チャクラヴァルティー（英語版）

## 製作

### 企画
『バルフィ! 人生に唄えば』の原案となったのは、『カイト』の撮影中にアヌラーグ・バスが書いた2ページの短編である。この脚本は2つの年代を舞台とした非線形の語り口となっており、アヌラーグ・バスはこの理由として「キャラクターたちが愛を育むためには30年の歳月が必要であり、そのため物語の舞台を1970年代に設定した」と語っている。2010年6月にアヌラーグ・バスは『バルフィ! 人生に唄えば』の主人公が「聾啞（ろうあ）の青年、知的障害の少女、ナレーターの女性」の3人であることを明かし、映画については「幸福な物語になるだろう」と語っている。また、バスター・キートンやチャールズ・チャップリンへのオマージュとして、サイレント映画をイメージしたコメディシーンを描いていることも明かしている。

### キャスティング

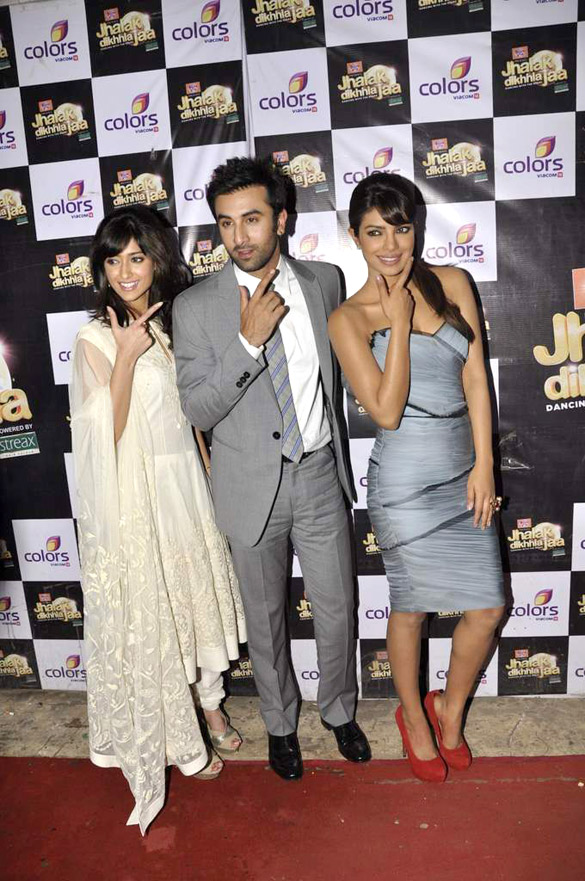
プロモーション活動中のイリアナ・デクルーズ、ランビール・カプール、プリヤンカー・チョープラー

アヌラーグ・バスの初期構想では、主人公の青年役の第一候補にはランビール・カプール、ナレーターの女性役の第一候補にはカトリーナ・カイフを考えていた。2010年3月に『ザ・タイムズ・オブ・インディア』は2人が『Khamoshi』（後の報道では『Silence』、いずれも『バルフィ! 人生に唄えば』の初期タイトル）に起用されたと報じ、一方でアヌラーグ・バスはもう一人のヒロインである自閉症の少女ジルミル役には「コルカタ出身の新人女優」の起用を検討していた。そんな中、彼の妻タニ・バスがプリヤンカー・チョープラーを推薦したが、アヌラーグ・バスは彼女が女優としての名声をすでに手に入れていたことから、観客がジルミルではなく「プリヤンカー・チョープラー」を求めて映画を観にくるのではないかと感じており、これについて「プリヤンカー・チョープラーが演じることになれば、ジルミルのキャラクターが上手く描写できないと感じたのです。有名な俳優がキャラクターの個性を奪ってしまうことは、多くの映画で頻繁に見かけることなのです」と語っている。結局はプリヤンカー・チョープラーが起用されたが、アヌラーグ・バスは彼女をワークショップに参加させ、その結果を見たいと考えたため、この時点では彼女の起用は公表されなかった。3日間のワークショップを経て、アヌラーグ・バスは彼女がジルミル役に相応しいと判断し、「彼女を起用したのは正解だった」と後に語っている。彼はワークショップの結果を受けて、プリヤンカー・チョープラー以外の女優に出演を打診することを止めたという。
プリヤンカー・チョープラーの起用が決まった後、カトリーナ・カイフが『バルフィ! 人生に唄えば』から降板した。降板の理由については明かされていないが、メディアは「自分よりもチョープラーの方が重要な役に起用されたことに不満を感じたのではないか」と推測しており、その後はアシン・トーットゥンカルが出演交渉中と報じられた。しかし、彼女は出演に同意せず、これについても「プリヤンカー・チョープラーの方が重要な役のため、ほかの女優が出演を躊躇している」とメディアは報じている。2010年7月には『ムンバイ・ミラー』が「プリヤンカー・チョープラーが製作の停滞を避けるためナレーターの女性役を演じる用意があり、ジルミル役には別の女優が起用される可能性がある」と報じられ、これについてアヌラーグ・バスも「ほかの女優を起用できなかったのは事実です」と報道を認める発言をしており、その後もキャスティングが難航したが、彼は最終的に新たな新人を起用する方針を固めた。12月初旬にテルグ語映画で活動するイリアナ・デクルーズがナレーター役とバルフィの初恋の女性役を演じることが発表され、彼女は『バルフィ! 人生に唄えば』でヒンディー語映画デビューを飾ることになった。

### キャラクター設定

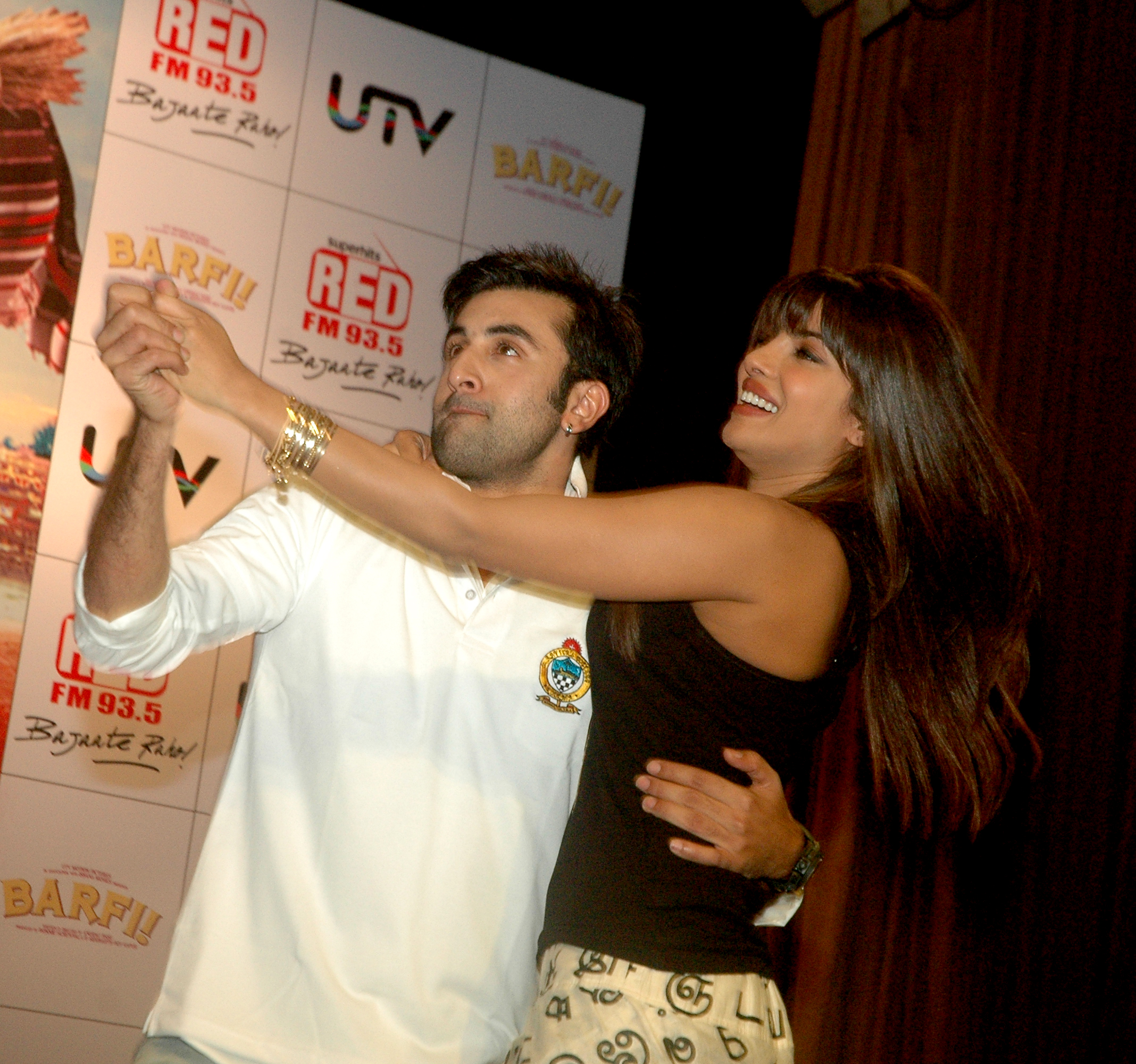
プロモーション活動中のランビール・カプール、プリヤンカー・チョープラー

ランビール・カプールが演じる主人公バルフィは聾啞（ろうあ）の青年であり、彼はバルフィ役を演じる際に祖父ラージ・カプールやロベルト・ベニーニ、チャールズ・チャップリンの演技を参考にしたという。また、彼はバルフィについて「平凡で楽天的、そして心優しい男」と語っている。バルフィは身体障害も抱えていることから、アヌラーグ・バスは初期段階では劇中で手話を使うことを避けようとしていたという。
プリヤンカー・チョープラーが演じるジルミルについて、アヌラーグ・バスは「映画の中で最もタフなキャラクター」と語っている。彼女は役作りのために複数の精神病院を訪問して自閉症患者と対面しており、これについて「インドでは自閉症に対する認識が低いため、ジルミルを演じるために少し調べなければならなかった」と語っているほか、「ヒンディー語映画のヒロインが有するあらゆる心理的抑制を解放して、何も考えずにジルミルを演じることが必要でした。彼女の思考や行動は、私が共感できるものではなかったので、この2つがジルミルを演じるのに必要なものだったんです」とも語っている。バルフィの初恋の女性シュルティを演じたイリアナ・デクルーズはキャラクターについて「シュルティは、映画の中で様々な人生の局面を迎える繊細なキャラクターなんです」と語っており、このほかにアヌラーグ・バスはサウラブ・シュクラが演じるダッタ警部をバルフィ、ジルミル、シュルティの3人に次ぐ重要なキャラクターに位置付けている。

### 撮影
2011年3月から主要撮影が始まり、大部分の撮影は同年6月から2012年2月にかけてダージリンで行われた。2011年3月20日から5月にかけてムンバイで撮影が行われ、6月からはダージリンで撮影が行われた。また、12月にはコーヤンブットゥール近郊のポラチとウダカマンダラムでいくつかのシーンが撮影された。2012年1月には、バルフィが警官たちに追われて住宅街の屋根を逃げ回るシーンがコルカタで撮影され、4月にはプリヤンカー・チョープラーの登場シーン以外の撮影が終了した。製作会社は撮影スケジュールの遅延に伴い、『バルフィ! 人生に唄えば』の公開日を2012年7月13日から同年8月31日に変更した。この間、イリアナ・デクルーズの台詞のヒンディー語吹き替え作業が行われた。

### 音楽
映画音楽とサウンドトラックの作曲はプリータムが手掛け、作詞はスワーナンド・キルキレー、アシーシュ・パンディット、ニーレシュ・ミシュラー、サイード・カドリがそれぞれ手掛けている。サウンドトラック・アルバムには6曲が収録され、2012年8月9日にリリースされた。楽曲はボサノヴァの影響を受けて作曲されている。また、プリヤンカー・チョープラーが歌手を務める予定だったが、ユニバーサル ミュージックとの契約の関係で辞退している。このほか、映画では使用されなかった楽曲「Fatafati」も収録されており、プリータム、アリジット・シン、ナーカーシュ・アジーズ、ランビール・カプールが歌手を務めている。同曲は2012年9月10日にプロモーション用にYouTubeで公開され、アミターブ・バッタチャーリヤがベンガル語で作詞を手掛けた。

## マーケティング

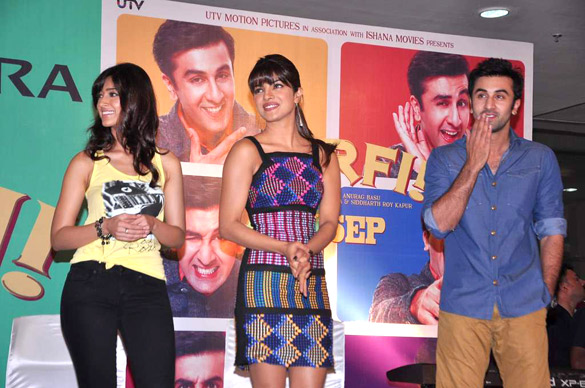
プロモーション活動中のイリアナ・デクルーズ、プリヤンカー・チョープラー、ランビール・カプール

2012年7月2日にオフィシャルトレーラーが公開された。このトレーラーでは台詞がなく、身振りのみでコメディシーンが描かれた映像が使用されており、批評家から高い評価を得ている。プリヤンカー・チョープラー演じるジルミルについては詳細が伏せられていたが、これは観客の好奇心を煽るための製作会社の判断であり、映画の公開前後に詳細が明かされた。これについて、UTVモーション・ピクチャーズのマーケティング担当エグゼクティブ・プロデューサーのシカ・カプールは「プリヤンカーは『バルフィ! 人生に唄えば』において非常に特別なキャラクターを演じているので、彼女の謎については触れないままでいたいのです。ファースト・トレーラーでは、ランビールが演じるバルフィが登場します。ですが、私たちは映画が公開されるまで、プリヤンカーが演じるキャラクターの詳細を明かすつもりはありません」と語っている。プロモーション活動はインドの各都市で行われたが、ベンガルールでプロモーション・イベントを行った際には、集まったファンが暴徒化してバリケードを破壊したため、ランビール・カプール、プリヤンカー・チョープラー、イリアナ・デクルーズが会場から避難する騒ぎが発生している。このほか、映画を題材にしたモバイル・ゲーム『Barfi! The Official Movie Game』がUTVインディアゲームズからリリースされた。

## 公開

### 劇場上映
『バルフィ! 人生に唄えば』は、2012年9月14日にインド各地700劇場の1300スクリーンで公開され、日本では2014年8月22日から東京都、横浜市、名古屋市、大阪市、京都市、福岡市の6都市10スクリーンで公開された。2012年11月にはリライアンス・ホームエンターテインメントからDVDとBlu-rayが発売され、同時期にはビデオCDも発売された。また、ジー・ネットワークが放送権を取得したが、契約金額は明かされていない。このほか、Netflixでも配信されている。

### トラブル
2012年9月12日、マーフィー・ラジオが「1970年代に使用していた同社のロゴが映画で無断使用された」として製作会社を提訴したが、プロデューサーのシッダールト・ロイ・カプールは「ロゴは非常に好意的に描写されている」として特段の問題はないと主張している。
映画の公開後、複数のブログやTwitter、Facebook、YouTubeで『キートンの警官騒動』『チャップリンの冒険』『街の灯』『雨に唄えば』『プロジェクトA』『きみに読む物語』『妹の恋人』からの盗作を指摘する声が挙がったほか、プリータムが『アメリ』の楽曲を盗作したと指摘する意見も見られた。これらの指摘に対してアヌラーグ・バスは、一連の作品から影響を受けたことを認めつつ、『バルフィ! 人生に唄えば』にはオリジナルのストーリー、キャラクター、展開が描かれていると反論しているほか、映画にはバスター・キートンとチャールズ・チャップリンへのオマージュが込められているとも語っている。映画がアカデミー外国語映画賞にノミネートされた際にも盗作疑惑に関連する批判の声が挙がったが、選考委員長のマンジュ・ボラーは「『バルフィ! 人生に唄えば』は国外に送り出す価値のある作品です。選考は3回から4回におよぶオープンな議論を経ており、最終的に候補の3作品の中で最高の作品として選出されたのです」と擁護している。

## 評価

### 興行収入
『バルフィ! 人生に唄えば』はシネマコンプレックスで好調な興行成績を記録し、座席占有率は80-90パーセントを占めたものの、小規模劇場でのオープニング成績は低調だった。公開初日の興行収入は8560万ルピーであり、公開2日目には座席占有率が35パーセント増加して1億1500万ルピーの興行収入を記録した。オープニング週末の興行収入は3億4000万ルピーを記録し、公開第1週の累計興行収入は5億6500万ルピーを記録している。公開8日目の興行収入は3250万ルピーを記録し、公開第2週末には1億5000万ルピーの興行収入を記録した。公開第2週の興行収入は2億4200万ルピーであり、公開第3週には1億5800万ルピー、公開第4週には6150万ルピーの興行収入を記録している。この時点で累計興行収入は10億6000万ルピーを記録し、配給収入は5億ルピーとなっている。これを受け、『Box Office India』は『バルフィ! 人生に唄えば』の興行成績を「スーパー・ヒット」に指定し、最終的な興行収入は17億5000万ルピーを記録している。海外市場では1億2400万ルピーのオープニング成績を記録し、『Raajneeti』（1億1600万ルピー）を抑えて首位を記録した。海外市場の最終的な興行収入は625万ドルを記録し、年間海外興行収入上位作品の一つにランクインしている。

### 批評

#### インド

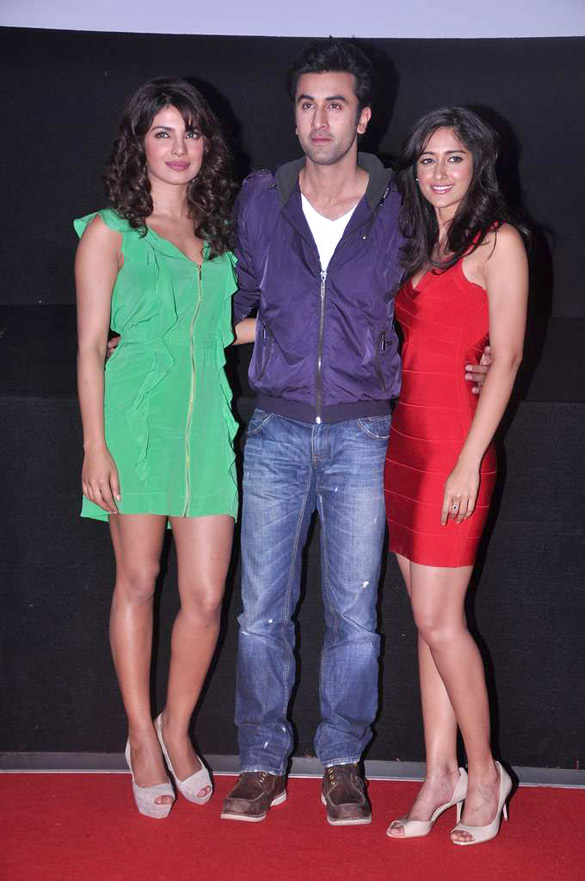
プロモーション活動中のプリヤンカー・チョープラー、ランビール・カプール、イリアナ・デクルーズ

『バルフィ! 人生に唄えば』はキャストの演技、演出、脚本、カメラワーク、音楽、障害者を好意的に描写したことなどが高く評価された。ジー・ニュースは5/5の星を与えて「すべてにおいて、アヌラーグ・バスの『バルフィ! 人生に唄えば』は観客にとって完璧なスイーツである。これまで議論されてきたように、映画で障害者を頭が悪く、つまらない存在として描写してきた映画製作者たちは、『バルフィ! 人生に唄えば』から学ばなければいけない!」と批評し、『ザ・タイムズ・オブ・インディア』のマドゥレータ・ムカルジーは4/5の星を与えて「カプールはキャリアの中で最も挑戦的な演技で、私たちを驚かせた。彼はクールなキャッチフレーズや裸体といった従来用いられてきた"松葉杖"を使うことなく、すべてのシーンで私たちを驚かせてくれる。そして、チョープラーには"ブラヴォー!"の一言が相応しい。彼女は感情を抑えた演技が必要とされる役を見事に演じ切った（信じられないような演技を見せてくれた）」と批評している。
『コイモイ』のローシュニ・デーヴィは3.5/5の星を与えて「『バルフィ! 人生に唄えば』は温かみがあり、可愛らしく、魔法のような感覚と、それに相応しい涙を提供してくれる。まさに一見の価値がある作品だ」と批評し、『ボリウッド・ハンガマ』のタラン・アダルシュは4/5の星を与えて「『バルフィ! 人生に唄えば』は新鮮な空気の香りに似ている。この映画最大の功績は、私たちに力強い感情を呼び起こしてくれたことだ。その感情とは、幸福である!」と批評している。また、ニューデリー・テレビジョンは4/5の星を与えて「『バルフィ! 人生に唄えば』は、映画的に限りなく現代の傑作に近付いた。これを見逃すことは罪と言うべきだ」と批評し、『デイリー・ニュース&アナライシス』のアニルッダー・グハも4/5の星を与えて「『バルフィ! 人生に唄えば』は見逃せない作品だ。忍耐を要求されるが、その見返りはとてつもなく大きなものだ」と批評している。
『ザ・テレグラフ』のプラティム・D・グプタは「『バルフィ! 人生に唄えば』が最も輝くのは、プロットを忘れてバルフィがシュルティと、そしてジルミルとの間で作り出す魔法のような瞬間に浸っている瞬間だ」と批評し、『フィルムフェア』は4/5の星を与えて「『バルフィ! 人生に唄えば』は、同じシーンで笑わせたり泣かせたりすることができる数少ない映画だ。さらに技術面の素晴らしさは、感情的な複雑さと奥深さに引けを取らない。そして、プリータムの音楽は、ファンタスティックな物語にサイレント時代の魅力を与えてくれる」と批評している。また、『Rediff.com』のラジャ・センは3.5/5の星を与えて「『バルフィ! 人生に唄えば』の脚本は作り込まれており、魅力的な行ったりきたりの物語が展開されるが、終盤の展開ですべての魅力が失われてしまった」と批評している。
『ヒンドゥスタン・タイムズ』のアヌパマ・チョープラーは3/5の星を与えて「この映画は素晴らしいヴィネット、カプールとチョープラーの並外れた演技、プリータムのゴージャスな音楽に支えられた、愛に満ちた作品です。ただ、私にとって『バルフィ! 人生に唄えば』は非常に不満の残る作品でした。好きな部分もたくさんありましたが、その好きな部分の合計以上に素晴らしい作品には、なり得なかったのです」と批評し、CNN-IBNのラジーヴ・マサンドも3/5の星を与えて「『バルフィ! 人生に唄えば』は素晴らしい映画になる可能性を持つ映画だったが、現状ではこれから観賞するほかの映画よりはマシな映画といったところだろう」と批評している。また、『アウトルック』のナムラタ・ジョーシーは「フラッシュバックの中のフラッシュバックというストーリー展開は、不器用なうえにこれ見よがしに過ぎ、スリラー的な展開もほとんど無意味だ。作り込み過ぎており、自意識過剰なまでに豪華に見えるが、中身は非常に軽々しく、まるでプラスティックのように感じられる」と批評している。

#### 海外

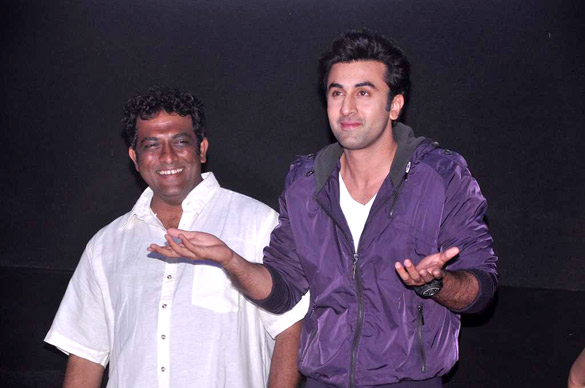
プロモーション活動中のアヌラーグ・バス、ランビール・カプール

海外の批評家からも高い評価を得ており、『Rotten Tomatoes』では15件の批評が寄せられ支持率80パーセント、平均評価7.2/10となっている。『ニューヨーク・タイムズ』のレイチェル・サルツは「ボリウッドはこれ見よがしな感動物語を作ることに恐れはしないようだ。『バルフィ! 人生に唄えば』は、特別な教訓を受けた特別な恋人同士という前提がありながらも、ほかのヒンディー語映画と比べて、そのように感じられた」と批評し、『ハリウッド・リポーター』のリサ・ツェリンは「この映画は爽快感のある非商業的作品であると同時に、感動的なボリウッド・ロマンティック・コメディ映画でもあります。アヌラーグ・バスはカプールに、そして、特にチョープラーに対して、非常に抑制の効いた有機的な演技をするように指導していたようです」と批評している。また、『バラエティ』のロニー・シャイブは「ミシェル・アザナヴィシウスの白黒サイレント映画『アーティスト』とは異なり、アヌラーグ・バスの作品には音と色彩があふれている。この中で沈黙を強いられているのは、話すことも聞くこともできないバスだけである」と批評し、『ロサンゼルス・タイムズ』のゲイリー・ゴールドスタインは「全身全霊を尽くしたキャスト、豪華な音楽、エキゾチックなロケーション、散りばめられた温もりは素晴らしいものだったが、映画自体はエンターテインメントというよりも一種の耐久テストのようだった」と批評している。

### 受賞・ノミネート
| 映画賞                                         | 授賞日         | 部門                        | 対象                                                            | 結果       | 出典                    |
| ---------------------------------------------- | -------------- | --------------------------- | --------------------------------------------------------------- | ---------- | ----------------------- |
| ビッグ・スター・エンターテインメント・アワード | 2012年12月31日 | 作品賞                      | 『バルフィ! 人生に唄えば』                                      | ノミネート | [ 86 ]                  |
| ビッグ・スター・エンターテインメント・アワード | 2012年12月31日 | 恋愛映画賞                  | 『バルフィ! 人生に唄えば』                                      | 受賞       | [ 86 ]                  |
| ビッグ・スター・エンターテインメント・アワード | 2012年12月31日 | 監督賞                      | アヌラーグ・バス                                                | 受賞       | [ 86 ]                  |
| ビッグ・スター・エンターテインメント・アワード | 2012年12月31日 | 主演男優賞                  | ランビール・カプール                                            | ノミネート | [ 86 ]                  |
| ビッグ・スター・エンターテインメント・アワード | 2012年12月31日 | 恋愛映画男優賞              | ランビール・カプール                                            | 受賞       | [ 86 ]                  |
| ビッグ・スター・エンターテインメント・アワード | 2012年12月31日 | 主演女優賞                  | プリヤンカー・チョープラー                                      | 受賞       | [ 86 ]                  |
| ビッグ・スター・エンターテインメント・アワード | 2012年12月31日 | 恋愛映画女優賞              | プリヤンカー・チョープラー                                      | ノミネート | [ 86 ]                  |
| ビッグ・スター・エンターテインメント・アワード | 2012年12月31日 | 新人女優賞                  | イリアナ・デクルーズ                                            | ノミネート | [ 86 ]                  |
| ビッグ・スター・エンターテインメント・アワード | 2012年12月31日 | 音楽賞                      | プリータム                                                      | ノミネート | [ 86 ]                  |
| ビッグ・スター・エンターテインメント・アワード | 2012年12月31日 | 男性歌手賞                  | - モーヒト・チャウハン - 「Ala Barfi」                          | ノミネート | [ 86 ]                  |
| ETCボリウッド・ビジネス賞                      | 2013年1月5日   | 興行成績賞                  | 『バルフィ! 人生に唄えば』                                      | ノミネート | [ 87 ]                  |
| ETCボリウッド・ビジネス賞                      | 2013年1月5日   | 最も収益を上げた監督賞      | アヌラーグ・バス                                                | ノミネート | [ 87 ]                  |
| ETCボリウッド・ビジネス賞                      | 2013年1月5日   | 最も収益を上げた男優賞      | ランビール・カプール                                            | ノミネート | [ 87 ]                  |
| ETCボリウッド・ビジネス賞                      | 2013年1月5日   | 最も収益を上げた女優賞      | プリヤンカー・チョープラー                                      | ノミネート | [ 87 ]                  |
| ETCボリウッド・ビジネス賞                      | 2013年1月5日   | 最も収益を上げた新人女優賞  | イリアナ・デクルーズ                                            | 受賞       | [ 87 ]                  |
| 第14回ジー・シネ・アワード                     | 2013年1月7日   | 作品賞                      | 『バルフィ! 人生に唄えば』                                      | 受賞       | [ 88 ] [ 89 ]           |
| 第14回ジー・シネ・アワード                     | 2013年1月7日   | 監督賞                      | アヌラーグ・バス                                                | 受賞       | [ 88 ] [ 89 ]           |
| 第14回ジー・シネ・アワード                     | 2013年1月7日   | 主演男優賞                  | ランビール・カプール                                            | ノミネート | [ 88 ] [ 89 ]           |
| 第14回ジー・シネ・アワード                     | 2013年1月7日   | 審査員選出主演男優賞        | ランビール・カプール                                            | 受賞       | [ 88 ] [ 89 ]           |
| 第14回ジー・シネ・アワード                     | 2013年1月7日   | 主演女優賞                  | プリヤンカー・チョープラー                                      | 受賞       | [ 88 ] [ 89 ]           |
| 第14回ジー・シネ・アワード                     | 2013年1月7日   | 新人女優賞                  | イリアナ・デクルーズ                                            | 受賞       | [ 88 ] [ 89 ]           |
| 第14回ジー・シネ・アワード                     | 2013年1月7日   | 脚本賞                      | アヌラーグ・バス                                                | 受賞       | [ 88 ] [ 89 ]           |
| 第14回ジー・シネ・アワード                     | 2013年1月7日   | 原案賞                      | アヌラーグ・バス                                                | ノミネート | [ 88 ] [ 89 ]           |
| 第14回ジー・シネ・アワード                     | 2013年1月7日   | 音楽賞                      | プリータム                                                      | ノミネート | [ 88 ] [ 89 ]           |
| 第14回ジー・シネ・アワード                     | 2013年1月7日   | 作詞賞                      | - ニーレシュ・ミシュラー - 「Kyon」                             | ノミネート | [ 88 ] [ 89 ]           |
| 第14回ジー・シネ・アワード                     | 2013年1月7日   | 男性プレイバックシンガー賞  | - モーヒト・チャウハン - 「Ala Barfi」                          | ノミネート | [ 88 ] [ 89 ]           |
| 第14回ジー・シネ・アワード                     | 2013年1月7日   | 撮影賞                      | ラヴィ・ヴァルマン                                              | 受賞       | [ 88 ] [ 89 ]           |
| 第14回ジー・シネ・アワード                     | 2013年1月7日   | 美術賞                      | ラージャト・ポッダル                                            | 受賞       | [ 88 ] [ 89 ]           |
| 第14回ジー・シネ・アワード                     | 2013年1月7日   | 100カロール・クラブ賞       | 『バルフィ! 人生に唄えば』                                      | 受賞       | [ 88 ] [ 89 ]           |
| 第19回スター・スクリーン・アワード             | 2013年1月12日  | 作品賞                      | 『バルフィ! 人生に唄えば』                                      | ノミネート | [ 90 ] [ 91 ] [ 92 ]    |
| 第19回スター・スクリーン・アワード             | 2013年1月12日  | 監督賞                      | アヌラーグ・バス                                                | 受賞       | [ 90 ] [ 91 ] [ 92 ]    |
| 第19回スター・スクリーン・アワード             | 2013年1月12日  | 主演男優賞                  | ランビール・カプール                                            | 受賞       | [ 90 ] [ 91 ] [ 92 ]    |
| 第19回スター・スクリーン・アワード             | 2013年1月12日  | 大衆選出主演男優賞          | ランビール・カプール                                            | ノミネート | [ 90 ] [ 91 ] [ 92 ]    |
| 第19回スター・スクリーン・アワード             | 2013年1月12日  | 主演女優賞                  | プリヤンカー・チョープラー                                      | ノミネート | [ 90 ] [ 91 ] [ 92 ]    |
| 第19回スター・スクリーン・アワード             | 2013年1月12日  | 大衆選出女優賞              | プリヤンカー・チョープラー                                      | ノミネート | [ 90 ] [ 91 ] [ 92 ]    |
| 第19回スター・スクリーン・アワード             | 2013年1月12日  | ベストカップル賞            | - ランビール・カプール - プリヤンカー・チョープラー             | 受賞       | [ 90 ] [ 91 ] [ 92 ]    |
| 第19回スター・スクリーン・アワード             | 2013年1月12日  | 助演女優賞                  | イリアナ・デクルーズ                                            | ノミネート | [ 90 ] [ 91 ] [ 92 ]    |
| 第19回スター・スクリーン・アワード             | 2013年1月12日  | 新人女優賞                  | イリアナ・デクルーズ                                            | 受賞       | [ 90 ] [ 91 ] [ 92 ]    |
| 第19回スター・スクリーン・アワード             | 2013年1月12日  | 音楽監督賞                  | プリータム                                                      | 受賞       | [ 90 ] [ 91 ] [ 92 ]    |
| 第19回スター・スクリーン・アワード             | 2013年1月12日  | 作曲賞                      | プリータム                                                      | 受賞       | [ 90 ] [ 91 ] [ 92 ]    |
| 第19回スター・スクリーン・アワード             | 2013年1月12日  | 音楽アルバム賞              | プリータム                                                      | 受賞       | [ 90 ] [ 91 ] [ 92 ]    |
| 第19回スター・スクリーン・アワード             | 2013年1月12日  | 男性プレイバックシンガー賞  | - モーヒト・チャウハン - 「Ala Barfi」                          | ノミネート | [ 90 ] [ 91 ] [ 92 ]    |
| 第19回スター・スクリーン・アワード             | 2013年1月12日  | 男性プレイバックシンガー賞  | - ニキル・ポール・ジョージ - 「Main Kya Karoon」                | ノミネート | [ 90 ] [ 91 ] [ 92 ]    |
| 第19回スター・スクリーン・アワード             | 2013年1月12日  | 作詞家賞                    | - スワーナンド・キルキレー - 「Aashiyaan」                      | ノミネート | [ 90 ] [ 91 ] [ 92 ]    |
| 第19回スター・スクリーン・アワード             | 2013年1月12日  | 原案賞                      | - アヌラーグ・バス - タニ・バス                                 | ノミネート | [ 90 ] [ 91 ] [ 92 ]    |
| 第19回スター・スクリーン・アワード             | 2013年1月12日  | 脚本賞                      | - アヌラーグ・バス - タニ・バス                                 | ノミネート | [ 90 ] [ 91 ] [ 92 ]    |
| 第19回スター・スクリーン・アワード             | 2013年1月12日  | マーケット・フィルム賞      | 『バルフィ! 人生に唄えば』                                      | 受賞       | [ 90 ] [ 91 ] [ 92 ]    |
| 第19回スター・スクリーン・アワード             | 2013年1月12日  | 撮影賞                      | ラヴィ・ヴァルマン                                              | 受賞       | [ 90 ] [ 91 ] [ 92 ]    |
| 第19回スター・スクリーン・アワード             | 2013年1月12日  | 音響デザイン賞              | シャジット・コエリ                                              | ノミネート | [ 90 ] [ 91 ] [ 92 ]    |
| 第19回スター・スクリーン・アワード             | 2013年1月12日  | 衣装賞                      | - アキ・ナルラ - シェファリナ                                   | ノミネート | [ 90 ] [ 91 ] [ 92 ]    |
| 第19回スター・スクリーン・アワード             | 2013年1月12日  | 編集賞                      | アキーヴ・アリ                                                  | ノミネート | [ 90 ] [ 91 ] [ 92 ]    |
| 第19回スター・スクリーン・アワード             | 2013年1月12日  | 美術賞                      | ラージャト・ポッダル                                            | ノミネート | [ 90 ] [ 91 ] [ 92 ]    |
| 第58回フィルムフェア賞                         | 2013年1月20日  | 作品賞                      | 『バルフィ! 人生に唄えば』                                      | 受賞       | [ 93 ] [ 94 ]           |
| 第58回フィルムフェア賞                         | 2013年1月20日  | 監督賞                      | アヌラーグ・バス                                                | ノミネート | [ 93 ] [ 94 ]           |
| 第58回フィルムフェア賞                         | 2013年1月20日  | 主演男優賞                  | ランビール・カプール                                            | 受賞       | [ 93 ] [ 94 ]           |
| 第58回フィルムフェア賞                         | 2013年1月20日  | 主演女優賞                  | プリヤンカー・チョープラー                                      | ノミネート | [ 93 ] [ 94 ]           |
| 第58回フィルムフェア賞                         | 2013年1月20日  | 助演女優賞                  | イリアナ・デクルーズ                                            | ノミネート | [ 93 ] [ 94 ]           |
| 第58回フィルムフェア賞                         | 2013年1月20日  | 新人女優賞                  | イリアナ・デクルーズ                                            | 受賞       | [ 93 ] [ 94 ]           |
| 第58回フィルムフェア賞                         | 2013年1月20日  | 音楽監督賞                  | プリータム                                                      | 受賞       | [ 93 ] [ 94 ]           |
| 第58回フィルムフェア賞                         | 2013年1月20日  | 作曲賞                      | プリータム                                                      | 受賞       | [ 93 ] [ 94 ]           |
| 第58回フィルムフェア賞                         | 2013年1月20日  | 作詞賞                      | - スワーナンド・キルキレー - 「Aashiyaan」                      | ノミネート | [ 93 ] [ 94 ]           |
| 第58回フィルムフェア賞                         | 2013年1月20日  | 男性プレイバックシンガー賞  | - モーヒト・チャウハン - 「Ala Barfi」                          | ノミネート | [ 93 ] [ 94 ]           |
| 第58回フィルムフェア賞                         | 2013年1月20日  | 男性プレイバックシンガー賞  | - ニキル・ポール・ジョージ - 「Main Kya Karoon」                | ノミネート | [ 93 ] [ 94 ]           |
| 第58回フィルムフェア賞                         | 2013年1月20日  | 美術賞                      | ラージャト・ポッダル                                            | 受賞       | [ 93 ] [ 94 ]           |
| 第58回フィルムフェア賞                         | 2013年1月20日  | ソニー・トレンドセッター賞  | 『バルフィ! 人生に唄えば』                                      | 受賞       | [ 93 ] [ 94 ]           |
| スターダスト・アワード                         | 2013年1月26日  | 作品賞                      | 『バルフィ! 人生に唄えば』                                      | 受賞       | [ 95 ] [ 96 ]           |
| スターダスト・アワード                         | 2013年1月26日  | 監督賞                      | アヌラーグ・バス                                                | ノミネート | [ 95 ] [ 96 ]           |
| スターダスト・アワード                         | 2013年1月26日  | 男優賞                      | ランビール・カプール                                            | ノミネート | [ 95 ] [ 96 ]           |
| スターダスト・アワード                         | 2013年1月26日  | ドラマ部門男優賞            | ランビール・カプール                                            | ノミネート | [ 95 ] [ 96 ]           |
| スターダスト・アワード                         | 2013年1月26日  | 女優賞                      | プリヤンカー・チョープラー                                      | 受賞       | [ 95 ] [ 96 ]           |
| スターダスト・アワード                         | 2013年1月26日  | ドラマ部門女優賞            | プリヤンカー・チョープラー                                      | 受賞       | [ 95 ] [ 96 ]           |
| スターダスト・アワード                         | 2013年1月26日  | 有望女優賞                  | イリアナ・デクルーズ                                            | ノミネート | [ 95 ] [ 96 ]           |
| スターダスト・アワード                         | 2013年1月26日  | 新人男性歌手賞              | - ニキル・ポール・ジョージ - 「Main Kya Karoon」                | ノミネート | [ 95 ] [ 96 ]           |
| スターダスト・アワード                         | 2013年1月26日  | 新人男性歌手賞              | - パーポン - 「Kyon」                                           | ノミネート | [ 95 ] [ 96 ]           |
| 第5回ミルチ音楽賞                              | 2013年2月7日   | アルバム賞                  | 『バルフィ! 人生に唄えば』                                      | ノミネート | [ 97 ]                  |
| 第5回ミルチ音楽賞                              | 2013年2月7日   | 作曲家賞                    | - プリータム - 「Ala Barfi」                                    | ノミネート | [ 97 ]                  |
| 第5回ミルチ音楽賞                              | 2013年2月7日   | 作曲家賞                    | - プリータム - 「Phir Le Aya Dil」                              | ノミネート | [ 97 ]                  |
| 第5回ミルチ音楽賞                              | 2013年2月7日   | 作詞家賞                    | - ニーレシュ・ミシュラー - 「Kyon」                             | ノミネート | [ 97 ]                  |
| 第5回ミルチ音楽賞                              | 2013年2月7日   | 有望男性歌手賞              | - アリジット・シン - 「Phir Le Aya Dil (Reprise)」              | ノミネート | [ 97 ]                  |
| 第5回ミルチ音楽賞                              | 2013年2月7日   | 有望男性歌手賞              | - ニキル・ポール・ジョージ - 「Aashiyan (Solo))」               | ノミネート | [ 97 ]                  |
| 第5回ミルチ音楽賞                              | 2013年2月7日   | 有望男性歌手賞              | - ニキル・ポール・ジョージ - 「Main Kya Karoon」                | ノミネート | [ 97 ]                  |
| 第5回ミルチ音楽賞                              | 2013年2月7日   | プログラマー&アレンジャー賞 | - ジム・サティヤ - ドゥルバジョーティー・プカン                 | ノミネート | [ 97 ]                  |
| 第5回ミルチ音楽賞                              | 2013年2月7日   | 作曲賞                      | プリータム                                                      | ノミネート | [ 97 ]                  |
| 製作者組合映画賞                               | 2013年2月16日  | 作品賞                      | 『バルフィ! 人生に唄えば』                                      | 受賞       | [ 98 ] [ 99 ]           |
| 製作者組合映画賞                               | 2013年2月16日  | 監督賞                      | アヌラーグ・バス                                                | 受賞       | [ 98 ] [ 99 ]           |
| 製作者組合映画賞                               | 2013年2月16日  | 主演男優賞                  | ランビール・カプール                                            | 受賞       | [ 98 ] [ 99 ]           |
| 製作者組合映画賞                               | 2013年2月16日  | 主演女優賞                  | プリヤンカー・チョープラー                                      | ノミネート | [ 98 ] [ 99 ]           |
| 製作者組合映画賞                               | 2013年2月16日  | シャイニング・スター賞      | プリヤンカー・チョープラー                                      | 受賞       | [ 98 ] [ 99 ]           |
| 製作者組合映画賞                               | 2013年2月16日  | 助演男優賞                  | サウラブ・シュクラ                                              | ノミネート | [ 98 ] [ 99 ]           |
| 製作者組合映画賞                               | 2013年2月16日  | 新人女優賞                  | イリアナ・デクルーズ                                            | 受賞       | [ 98 ] [ 99 ]           |
| 製作者組合映画賞                               | 2013年2月16日  | 音楽監督賞                  | プリータム                                                      | ノミネート | [ 98 ] [ 99 ]           |
| 製作者組合映画賞                               | 2013年2月16日  | 作詞家賞                    | - サイード・カドリ - 「Phir Le Aya Dil」                        | ノミネート | [ 98 ] [ 99 ]           |
| 製作者組合映画賞                               | 2013年2月16日  | 男性プレイバックシンガー賞  | - モーヒト・チャウハン - 「Ala Barfi」                          | ノミネート | [ 98 ] [ 99 ]           |
| 製作者組合映画賞                               | 2013年2月16日  | 男性プレイバックシンガー賞  | - ニキル・ポール・ジョージ - 「Main Kya Karoon」                | ノミネート | [ 98 ] [ 99 ]           |
| 製作者組合映画賞                               | 2013年2月16日  | 台詞賞                      | サンジーヴ・ダッタ                                              | ノミネート | [ 98 ] [ 99 ]           |
| 製作者組合映画賞                               | 2013年2月16日  | 脚本賞                      | - アヌラーグ・バス - タニ・バス                                 | ノミネート | [ 98 ] [ 99 ]           |
| 製作者組合映画賞                               | 2013年2月16日  | 原案賞                      | - アヌラーグ・バス - タニ・バス                                 | ノミネート | [ 98 ] [ 99 ]           |
| 製作者組合映画賞                               | 2013年2月16日  | 撮影賞                      | ラヴィ・ヴァルマン                                              | 受賞       | [ 98 ] [ 99 ]           |
| 製作者組合映画賞                               | 2013年2月16日  | 音響デザイン賞              | デーヴァジット・チャングマイ                                    | 受賞       | [ 98 ] [ 99 ]           |
| 製作者組合映画賞                               | 2013年2月16日  | 衣装デザイン賞              | - アキ・ナルラ - シェファリナ                                   | 受賞       | [ 98 ] [ 99 ]           |
| 第7回アジア・フィルム・アワード                | 2013年3月18日  | 作曲家賞                    | プリータム                                                      | 受賞       | [ 100 ]                 |
| 沖縄国際映画祭                                 | 2013年3月30日  | ゴールデンシーサー賞        | 『バルフィ! 人生に唄えば』                                      | 受賞       | [ 101 ]                 |
| タイムズ・オブ・インディア映画賞               | 2013年4月6日   | 作品賞                      | 『バルフィ! 人生に唄えば』                                      | 受賞       | [ 102 ] [ 103 ]         |
| タイムズ・オブ・インディア映画賞               | 2013年4月6日   | 監督賞                      | アヌラーグ・バス                                                | 受賞       | [ 102 ] [ 103 ]         |
| タイムズ・オブ・インディア映画賞               | 2013年4月6日   | 主演男優賞                  | ランビール・カプール                                            | 受賞       | [ 102 ] [ 103 ]         |
| タイムズ・オブ・インディア映画賞               | 2013年4月6日   | 主演女優賞                  | プリヤンカー・チョープラー                                      | 受賞       | [ 102 ] [ 103 ]         |
| タイムズ・オブ・インディア映画賞               | 2013年4月6日   | 助演女優賞                  | イリアナ・デクルーズ                                            | ノミネート | [ 102 ] [ 103 ]         |
| タイムズ・オブ・インディア映画賞               | 2013年4月6日   | 新人女優賞                  | イリアナ・デクルーズ                                            | 受賞       | [ 102 ] [ 103 ]         |
| タイムズ・オブ・インディア映画賞               | 2013年4月6日   | 音楽監督賞                  | プリータム                                                      | ノミネート | [ 102 ] [ 103 ]         |
| タイムズ・オブ・インディア映画賞               | 2013年4月6日   | 作詞賞                      | - スワーナンド・キルキレー - 「Aashiyan」                       | ノミネート | [ 102 ] [ 103 ]         |
| タイムズ・オブ・インディア映画賞               | 2013年4月6日   | 男性プレイバックシンガー賞  | - モーヒト・チャウハン - 「Ala Barfi」                          | ノミネート | [ 102 ] [ 103 ]         |
| タイムズ・オブ・インディア映画賞               | 2013年4月6日   | 男性プレイバックシンガー賞  | - ニキル・ポール・ジョージ - 「Aashiyan」                       | ノミネート | [ 102 ] [ 103 ]         |
| タイムズ・オブ・インディア映画賞               | 2013年4月6日   | 女性プレイバックシンガー賞  | - シュレヤ・ゴシャル - 「Aashiyan」                             | ノミネート | [ 102 ] [ 103 ]         |
| タイムズ・オブ・インディア映画賞               | 2013年4月6日   | 作曲賞                      | プリータム                                                      | 受賞       | [ 102 ] [ 103 ]         |
| タイムズ・オブ・インディア映画賞               | 2013年4月6日   | 美術監督賞                  | ラージャト・ポッダル                                            | 受賞       | [ 102 ] [ 103 ]         |
| タイムズ・オブ・インディア映画賞               | 2013年4月6日   | 撮影賞                      | ラヴィ・ヴァルマン                                              | 受賞       | [ 102 ] [ 103 ]         |
| タイムズ・オブ・インディア映画賞               | 2013年4月6日   | 衣装デザイン賞              | - アキ・ナルラ - シェファリナ                                   | 受賞       | [ 102 ] [ 103 ]         |
| 第14回国際インド映画アカデミー賞               | 2013年7月6日   | 作品賞                      | 『バルフィ! 人生に唄えば』                                      | 受賞       | [ 104 ] [ 105 ] [ 106 ] |
| 第14回国際インド映画アカデミー賞               | 2013年7月6日   | 監督賞                      | アヌラーグ・バス                                                | 受賞       | [ 104 ] [ 105 ] [ 106 ] |
| 第14回国際インド映画アカデミー賞               | 2013年7月6日   | 主演男優賞                  | ランビール・カプール                                            | 受賞       | [ 104 ] [ 105 ] [ 106 ] |
| 第14回国際インド映画アカデミー賞               | 2013年7月6日   | 主演女優賞                  | プリヤンカー・チョープラー                                      | ノミネート | [ 104 ] [ 105 ] [ 106 ] |
| 第14回国際インド映画アカデミー賞               | 2013年7月6日   | 助演男優賞                  | サウラブ・シュクラ                                              | ノミネート | [ 104 ] [ 105 ] [ 106 ] |
| 第14回国際インド映画アカデミー賞               | 2013年7月6日   | 音楽監督賞                  | プリータム                                                      | 受賞       | [ 104 ] [ 105 ] [ 106 ] |
| 第14回国際インド映画アカデミー賞               | 2013年7月6日   | 原案賞                      | - アヌラーグ・バス - タニ・バス                                 | 受賞       | [ 104 ] [ 105 ] [ 106 ] |
| 第14回国際インド映画アカデミー賞               | 2013年7月6日   | 脚本賞                      | - アヌラーグ・バス - タニ・バス                                 | 受賞       | [ 104 ] [ 105 ] [ 106 ] |
| 第14回国際インド映画アカデミー賞               | 2013年7月6日   | 作詞賞                      | - サイード・カドリ - 「Phir Le Aya Dil」                        | ノミネート | [ 104 ] [ 105 ] [ 106 ] |
| 第14回国際インド映画アカデミー賞               | 2013年7月6日   | 作詞賞                      | - スワーナンド・キルキレー - 「Aashiyaan」 - 「Ala Barfi」      | ノミネート | [ 104 ] [ 105 ] [ 106 ] |
| 第14回国際インド映画アカデミー賞               | 2013年7月6日   | 男性プレイバックシンガー賞  | - ニキル・ポール・ジョージ - 「Main Kya Karoon」 - 「Aashiyan」 | ノミネート | [ 104 ] [ 105 ] [ 106 ] |
| 第14回国際インド映画アカデミー賞               | 2013年7月6日   | 女性プレイバックシンガー賞  | - レーカー・バラドワージ - 「Phir Le Aya Dil」                  | ノミネート | [ 104 ] [ 105 ] [ 106 ] |
| 第14回国際インド映画アカデミー賞               | 2013年7月6日   | 女性プレイバックシンガー賞  | - シュレヤ・ゴシャル - 「Aashiyan」                             | ノミネート | [ 104 ] [ 105 ] [ 106 ] |
| 第14回国際インド映画アカデミー賞               | 2013年7月6日   | 撮影賞                      | ラヴィ・ヴァルマン                                              | 受賞       | [ 104 ] [ 105 ] [ 106 ] |
| 第14回国際インド映画アカデミー賞               | 2013年7月6日   | 美術監督賞                  | ラージャト・ポッダル                                            | 受賞       | [ 104 ] [ 105 ] [ 106 ] |
| 第14回国際インド映画アカデミー賞               | 2013年7月6日   | 音響デザイン賞              | シャジット・コエリ                                              | 受賞       | [ 104 ] [ 105 ] [ 106 ] |
| 第14回国際インド映画アカデミー賞               | 2013年7月6日   | 音響録音賞                  | エリック・ピッライ                                              | 受賞       | [ 104 ] [ 105 ] [ 106 ] |
| 第14回国際インド映画アカデミー賞               | 2013年7月6日   | 音響賞                      | デーヴァジット・チャングマイ                                    | 受賞       | [ 104 ] [ 105 ] [ 106 ] |
| 第14回国際インド映画アカデミー賞               | 2013年7月6日   | 作曲賞                      | プリータム                                                      | 受賞       | [ 104 ] [ 105 ] [ 106 ] |
| 第14回国際インド映画アカデミー賞               | 2013年7月6日   | 衣装デザイン賞              | - アキ・ナルラ - シェファリナ                                   | 受賞       | [ 104 ] [ 105 ] [ 106 ] |
| 第14回国際インド映画アカデミー賞               | 2013年7月6日   | メイクアップ賞              | ウダイ・セラリ                                                  | 受賞       | [ 104 ] [ 105 ] [ 106 ] |